# Media Lovin' Toolkit
Media Lovin' Toolkit (spesso abbreviato MLT) è una piattaforma software multimediale open source sviluppata per la diffusione televisiva. Questo framework fornisce un insieme di strumenti per emittenti, editor video, transcodificatori, streaming web e molti altri tipi di applicazioni. La funzionalità di tale sistema è data da un vasto assortimento di strumenti pronti da usare e da API basate su plugin.
Alcune funzionalità del framework sono a loro volta fornite da altri progetti come FFmpeg, GTK+ e SDL. I linguaggi ad alto livello con cui è possibile utilizzare MLT sono i seguenti: C++, Java, Lua, Perl, PHP, Python, Ruby e Tcl.
Kdenlive e OpenShot, due dei software di montaggio video più famosi su Linux, utilizzano MLT per il loro funzionamento.